# 数字滤波器
数字滤波器是对数字信号进行滤波处理以得到期望的响应特性的离散时间系统。作为一种电子滤波器，数字滤波器与完全工作在模拟信号域的模拟滤波器不同。数字滤波器工作在数字信号域，它处理的对象是经由采样器件将模拟信号转换而得到的數位信号。
数字滤波器的工作方式与模拟滤波器也完全不同：后者完全依靠电阻器、电容器、晶体管等电子元件组成的物理网络实现滤波功能；而前者是通过数字运算器件对输入的数字信号进行运算和处理，从而实现设计要求的特性。
数字滤波器理论上可以实现任何可以用数学算法表示的滤波效果。数字滤波器的两个主要限制条件是它们的速度和成本。数字滤波器不可能比滤波器内部的数字电路的运算速度更快。但是随着集成电路成本的不断降低，数字滤波器变得越来越常见并且已经成为了如收音机、蜂窝电话、立体声接收机这样的日常用品的重要组成部分。
数字滤波器一般由寄存器、延时器、加法器和乘法器等基本数字电路实现。随着集成电路技术的发展，其性能不断提高而成本却不断降低，数字滤波器的应用领域也因此越来越广。按照数字滤波器的特性，它可以被分为线性与非线性、因果与非因果、无限脉冲响应（IIR）与有限脉冲响应（FIR）等等。其中，线性时不变的数字滤波器是最基本的类型；而由于数字系统可以对延时器加以利用，因此可以引入一定程度的非因果性，获得比传统的因果滤波器更灵活强大的特性；相对于IIR滤波器，FIR滤波器有着易于实现和系统绝对稳定的优势，因此得到广泛的应用；对于时变系统滤波器的研究则诞生了以卡尔曼滤波为代表的自适应滤波理论。

## 特性
数字滤波器具有比模拟滤波器更高的精度，甚至能够实现后者在理论上也无法达到的性能。例如，对于数字滤波器来说很容易就能够做到一个1000Hz的低通滤波器允许999Hz信号通过并且完全阻止1001Hz的信号，模拟滤波器无法区分如此接近的信号。
数字滤波器相比模拟滤波器有更高的信噪比。这主要是因为数字滤波器是以数字器件执行运算，从而避免了模拟电路中噪声（如电阻热噪声）的影响。数字滤波器中主要的噪声源是在数字系统之前的模拟电路引入的电路噪声以及在数字系统输入端的模数转换(A/D)过程中产生的量化噪声。这些噪声在数字系统的运算中可能会被放大，因此在设计数字滤波器时需要采用合适的结构，以降低输入噪声对系统性能的影响。
数字滤波器还具有模拟滤波器不能比拟的可靠性。组成模拟滤波器的电子元件的电路特性会随着时间、温度、电压的变化而漂移，而数字电路就没有这种问题。只要在数字电路的工作环境下，数字滤波器就能够稳定可靠的工作。
由于奈奎斯特采样定理（Nyquist sampling theorem），数字滤波器的处理能力受到系统采样频率的限制。如果输入信号的频率分量包含超过滤波器1/2采样频率的分量时，数字滤波器因为数字系统的“混叠”而不能正常工作。如果超出1/2采样频率的频率分量不占主要地位，通常的解决办法是在模数转换电路之前放置一个低通滤波器（即抗混叠滤波器）将超过的高频成分滤除。否则就必须用模拟滤波器实现要求的功能。

傳統的線性濾波器通常基於衰減。或者，可以設計非線性濾波器，包括能量傳輸濾波器，允許用戶以設計好的方式移動能量，以便將不需要的噪聲移動到頻率較低或較高的新頻段，並在一定頻率範圍內分裂或聚焦。能量傳輸濾波器補充了傳統的濾波器設計，並在濾波器設計中引入了更多的自由度。數字能量傳輸濾波器相對容易設計、實現非線性動力學。

### 分析方式
可以採用多種數學技術來分析給定數字濾波器的行為。 許多這些分析技術也可用於設計，並且通常構成濾波器規範的基礎。

通常，人們通過計算濾波器對簡單輸入（例如脈衝）的響應來表徵濾波器。 然後可以擴展這一信息來計算濾波器對更複雜信號的響應。

過濾器可以用方塊圖表示，然後可以使用該方塊圖來導出樣本處理算法，以通過硬件指令實現過濾器。

濾波器也可以描述為差分方程式。

#### 差分方程式
在離散時間系統中，數字濾波器常通過Z變換將轉移函數轉換為線性常係數差分方程式（LCCD ) 。離散頻域轉移函數可寫為兩個多項式的比值。 例如：
{\displaystyle H(z)={\frac {(z+1)^{2}}{(z-{\frac {1}{2}})(z+{\frac {3}{4}})}}}
經展開後
{\displaystyle H(z)={\frac {z^{2}+2z+1}{z^{2}+{\frac {1}{4}}z-{\frac {3}{8}}}}}
為了使濾波器符合因果關係，分子和分母除以z的最高階：
{\displaystyle H(z)={\frac {1+2z^{-1}+z^{-2}}{1+{\frac {1}{4}}z^{-1}-{\frac {3}{8}}z^{-2}}}={\frac {Y(z)}{X(z)}}}
分母的係數{\displaystyle a_{k}}是“回饋”係數，分子的係數{\displaystyle b_{k}}是“前饋”係數。 得到的線性差分方程式為：
{\displaystyle y[n]=-\sum _{k=1}^{M}a_{k}y[n-k]+\sum _{k=0}^{N}b_{k}x[n-k]}

## 类型
按照數位濾波器的特性，可以被分為

1. 線性濾波器的輸入及輸出為線性變換，若輸入及輸出為非線性的濾波器則為非線性濾波器。線性濾波器滿足疊加原理，指的是如果輸入是不同信號的加權線性組合，則輸出是相應輸出信號的類似加權線性組合。

2. 因果濾波器僅使用輸入或輸出信號前的樣本，相反的，非因果過濾器使用未來的輸入樣本。通常可以通過添加延遲將非因果過濾器轉換為因果過濾器。

3. 時不變濾波器隨著時間的推移具有恆定的特性，其他濾波器（例如自適應過濾器，隨輸入信號自動性調整）則會隨時間變化。

4. 穩定濾波器產生的輸出隨時間收斂到一個恆定值，或在有限區間內保持在一定值內。不穩定的濾波器可以產生無限增長的輸出，即使是在輸入保持在一定值內甚至為零時。

5. 有限脈衝響應 (FIR) 濾波器僅使用輸入信號，而無限脈衝響應 (IIR) 濾波器存在反饋迴路，同時使用輸入信號和輸出信號的先前樣本，因此對於脈波輸入訊號的響應是無限延續的。 FIR 濾波器總是穩定的，而 IIR 濾波器可能不穩定。

### IIR滤波器与FIR滤波器
参见：IIR滤波器、FIR滤波器、滤波器设计
線性非時變的数字滤波器包括无限长脉冲响应滤波器（IIR滤波器）和有限长脉冲响应滤波器（FIR滤波器）两种。这两种滤波器的系统函数可以统一以Z变换表示为：
{\displaystyle H(z)={\frac {B(z)}{A(z)}}={\frac {b_{0}+b_{1}z^{-1}+b_{2}z^{-2}+\cdots +b_{N}z^{-N}}{1+a_{1}z^{-1}+a_{2}z^{-2}+\cdots +a_{M}z^{-M}}}}
当{\displaystyle M\geq 1}时，M就是IIR滤波器的阶数，表示系统中反馈环的个数。由于反馈的存在，IIR滤波器的脉冲响应为无限长，因此得名。若{\displaystyle A(z)=1}，则系统的脉冲响应的长度为N+1，故而被称作FIR滤波器。
- IIR濾波器的優缺點

IIR滤波器的优点在于，其设计可以直接利用模拟滤波器设计的成果，因为類比濾波器本身就是无限长脈衝响应的。換句話說，若是有一個類比濾波器，可以很直接地設計出IIR濾波器。
通常IIR滤波器设计的过程如下：首先根据滤波器参数要求设计对应的模拟滤波器（如巴特沃斯滤波器、切比雪夫滤波器等等），然后通过映射（如脉冲响应不变法、双线性映射等等）将模拟滤波器变换为数字滤波器，从而决定IIR滤波器的参数。
IIR滤波器的重大缺点在于，由于存在反馈其稳定性不能得到保证。另外，反馈还使IIR滤波器的数字运算可能溢出，即Z轉換後極點有可能超出單位圓之外。
- FIR濾波器的優缺點

FIR滤波器最重要的优点就是由于其脈衝響應之長度有限，輸入有限長度訊號輸出的也會是有限長度，Z轉換後全部極點都在單位圓內，相較於IIR是一個穩定的系統。
FIR滤波器还确保了线性相位，这在信号处理中也非常重要。
此外，由于不需要反馈，在FIR滤波器中要做最佳化(optimize)也比IIR滤波器简单。
FIR滤波器的缺点在于相較於可以直接取樣類比濾波器設計的IIR濾波器來說設計較為不易。
此外它的性能不如同样阶数的IIR滤波器，不过由于数字计算硬件的飞速发展，这一点已经不成为问题。再加上引入计算机辅助设计，FIR滤波器的设计也得到极大的简化。基于上述原因，FIR滤波器比IIR滤波器的应用更广。

### 状态空间滤波器
数字滤波器的另外一种形式是状态空间模型。状态空间滤波器的一个典型例子是Rudolf Kalman在1960年提出的卡尔曼滤波器。